# Base Doctor Guillermo Mann
La base “Dr. Guillermo Mann” es una de las tres bases administradas por el Instituto Antártico Chileno (INACH ) en el Continente Blanco. Fue inaugurada en 1991 y se encuentra ubicada en la latitud 62° 27’ 00” Sur y longitud 60° 47’ 00” Oeste y situada en cabo Shirreff, isla Livingston, archipiélago Shetland del Sur.
La base Mann ha permitido generar conocimiento en biología tanto terrestre como marina, y disciplinas como la geología y glaciología. Puesto que el refugio se encuentra en una zona protegida, su acceso requiere de un permiso especial.

## Toponimia
El nombre de la base se origina en honor a Guillermo Mann, destacado académico chileno. Se recibió como Médico Veterinario de la Universidad de Chile con la memoria titulada “Mamíferos chilenos”. Desempeñó su trayectoria en la Universidad de Chile, el Ministerio de Agricultura y también en sociedades científicas e instituciones privadas. Cumplió un rol fundamental en la enseñanza de la Zoología al interior de la casa de estudios anteriormente mencionada. (1)

## Historia
La importancia de la instalación de la base “Dr. Guillermo Mann” surge a raíz de la declaración del cabo Shirreff como Área Especialmente Protegida N° 11 en el año 1966 a solicitud de Chile, como consecuencia del censo de pinnipedia realizado por investigadores de la Universidad de Chile, apoyados por el INACH y por la Armada de Chile, durante la XX Expedición Antártica Chilena de la temporada 1965-66. Posteriormente, en el año de 1990, a solicitud de Chile y de los Estados Unidos fue declarado Sitio de Especial Interés Científico (SEIC N° 32) y en 1994, Sitio CEMP (Sitio del Programa de Seguimiento del Ecosistema), debido principalmente a la recuperación de la colonia de reproducción de lobos marinos (Arctocephalus gazella). Paralelamente, en 1991, fue declarado Sitio Histórico, a solicitud de Chile y de España, por las investigaciones históricas y arqueológicas de chilenos y españoles, sobre el hundimiento del buque español San Telmo, en el mencionado cabo, el 4 de septiembre de 1819.

## Referencias

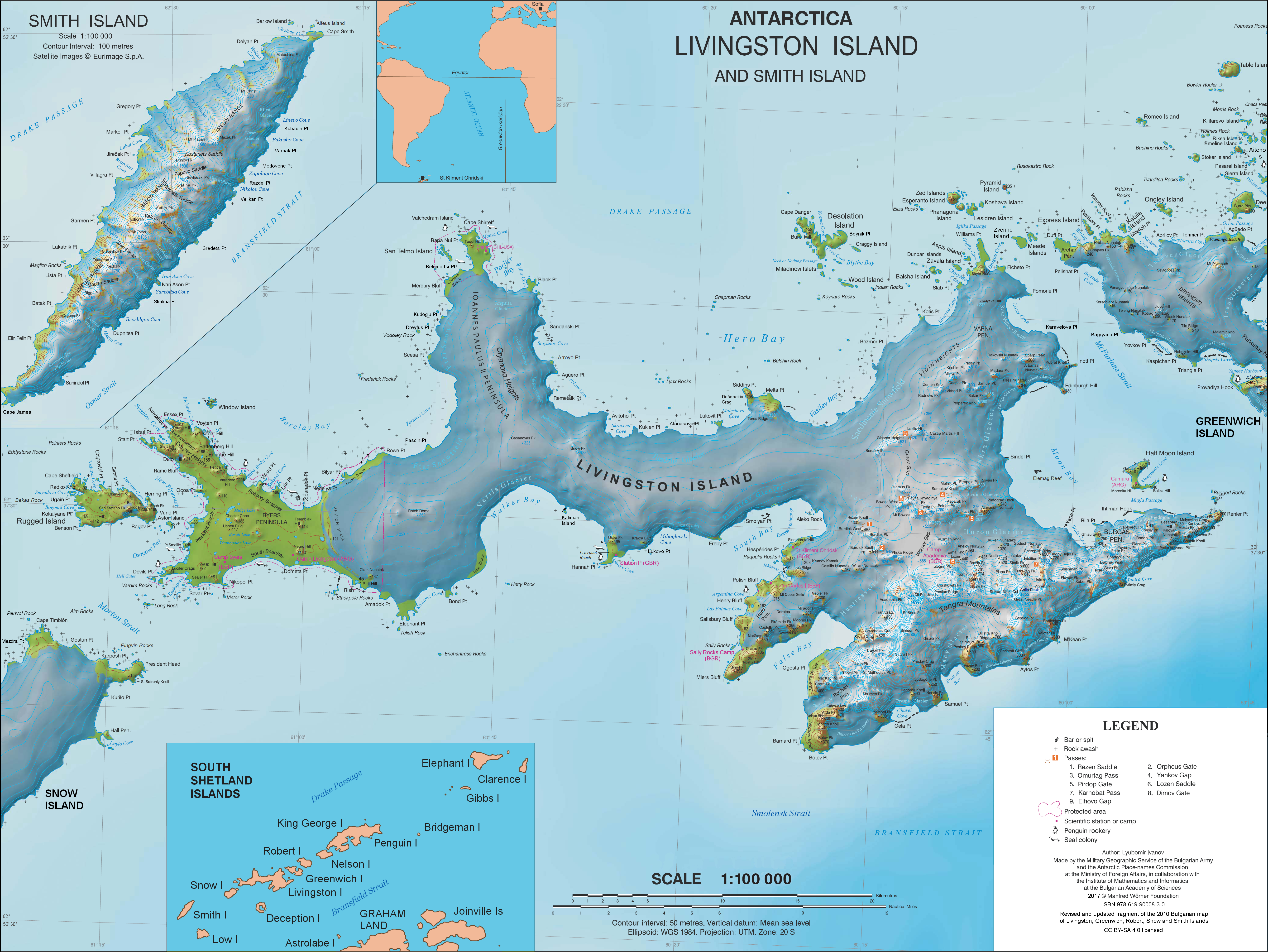
Mapa topográfico de la isla Livingston con las bases asentadas en la isla.

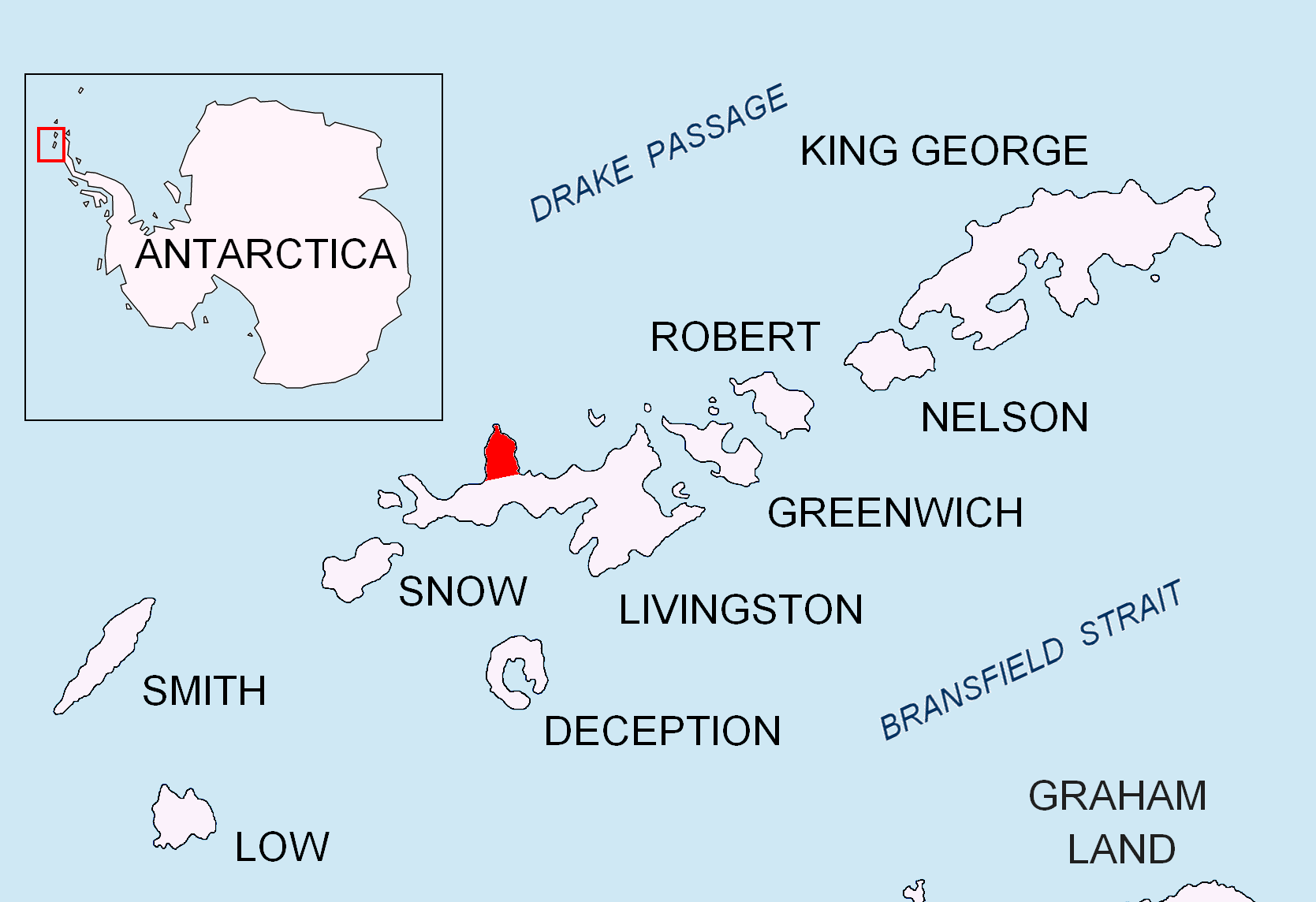
Ubicación de la península Juan Pablo II en la isla Livingston, Shetland del Sur.

## Funcionamiento[3]
| Capacidad máxima        | 6 científicos                                                                           |
| Equipamiento científico | abierta durante el verano, según requerimiento de los proyectos científicos del PROCIEN |
| Temporalidad            | abierta durante el verano, según requerimiento de los proyectos científicos del PROCIEN |
| Comunicaciones          | radios HF, VHF y telefonía satelital                                                    |